# Бангура, Пьер
Пьер Бангура (фр. Pierre Bangoura; 1938, Конакри — 7 августа 2016, Конакри) — гвинейский футболист, защитник. Участник летних Олимпийских игр 1968 года и Кубка африканских наций 1970. Являлся главным тренером сборной Гвинеи.

## Биография
В 1968 году главный тренер национальной сборной Гвинеи Наби Камара вызвал Пьера на летние Олимпийские игры в Мехико. В своей группе Гвинея заняла последнее четвёртое место, уступив Колумбии, Мексики и Франции. Пьер Бангура на турнире сыграл в трёх матчах и являлся капитаном команды.
В 1970 году участвовал на Кубке африканских наций, который проходил в Судане. Сборная Гвинеи заняла предпоследнее третье место в своей группе, обогнав Конго и уступив Гане и Объединённой Арабской Республике. Бангура сыграл в одной игре данного турнира.
В 1988 году являлся главным тренером сборной Гвинеи, под руководством Пьера Бангура команда провела два матча в первом этапе отбора на чемпионат мира 1990. По итогам двухматчевого противостояния Гвинея уступила Тунису с общим счётом (0:8).